# Josep Lluís Sert
Josep Lluís Sert (Barcellona, 1º luglio 1902 – Barcellona, 15 marzo 1983) è stato un architetto e urbanista spagnolo.

## Opere principali
- 1930–31: Edificio residenziale al n. 342 di carrer Muntaner, Barcellona
- 1932–36: Casa Bloc, edificio residenziale, Barcellona
- 1937: Padiglione della Repubblica spagnola, Expo di Parigi 1937[1]
- 1955: Joan Miró Studio, Palma di Majorca
- 1955-58: Piano regolatore di L'Avana, Cuba
- 1957: Josep Lluís Sert's home, 64 Francis Avenue, Cambridge (Massachusetts)
- 1958–60: Harvard Center for the Study of World Religions, Harvard Divinity School, Cambridge, Massachusetts
- 1958–65: Holyoke Center, Harvard University, Cambridge, Massachusetts
- 1959–64: Fondation Maeght, Saint-Paul de Vence, Francia
- 1964: The Can Pep Simó Estate, Ibiza
- 1969: Eastwood and Westview apartment complexes, Roosevelt Island, New York
- 1971: Carmel de la Paix, Mazille, Francia
- 1973: Harvard Science Center, Harvard University, Cambridge, Massachusetts
- 1975: Fundació Joan Miró, Barcellona